# Atholi
Atholi es una ciudad censal situada en el distrito de Kozhikode en el estado de Kerala (India). Su población es de 28213 habitantes (2011). Se encuentra a 16 km de Kozhikode.

## Demografía
Según el censo de 2011 la población de Atholi era de 28213 habitantes, de los cuales 13061 eran hombres y 15152 eran mujeres. Atholi tiene una tasa media de alfabetización del 95,20%, superior a la media estatal del 94%: la alfabetización masculina es del 97,66%, y la alfabetización femenina del 93,11%.